# Kyrkviken, Arvika
För andra betydelser, se Kyrkviken (olika betydelser).

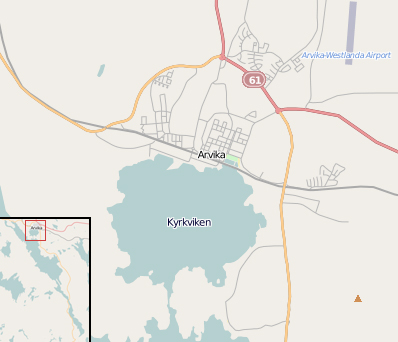
Karta över Kyrkviken. Den mindre bilden visar Kyrkvikens position i Glafsfjorden.

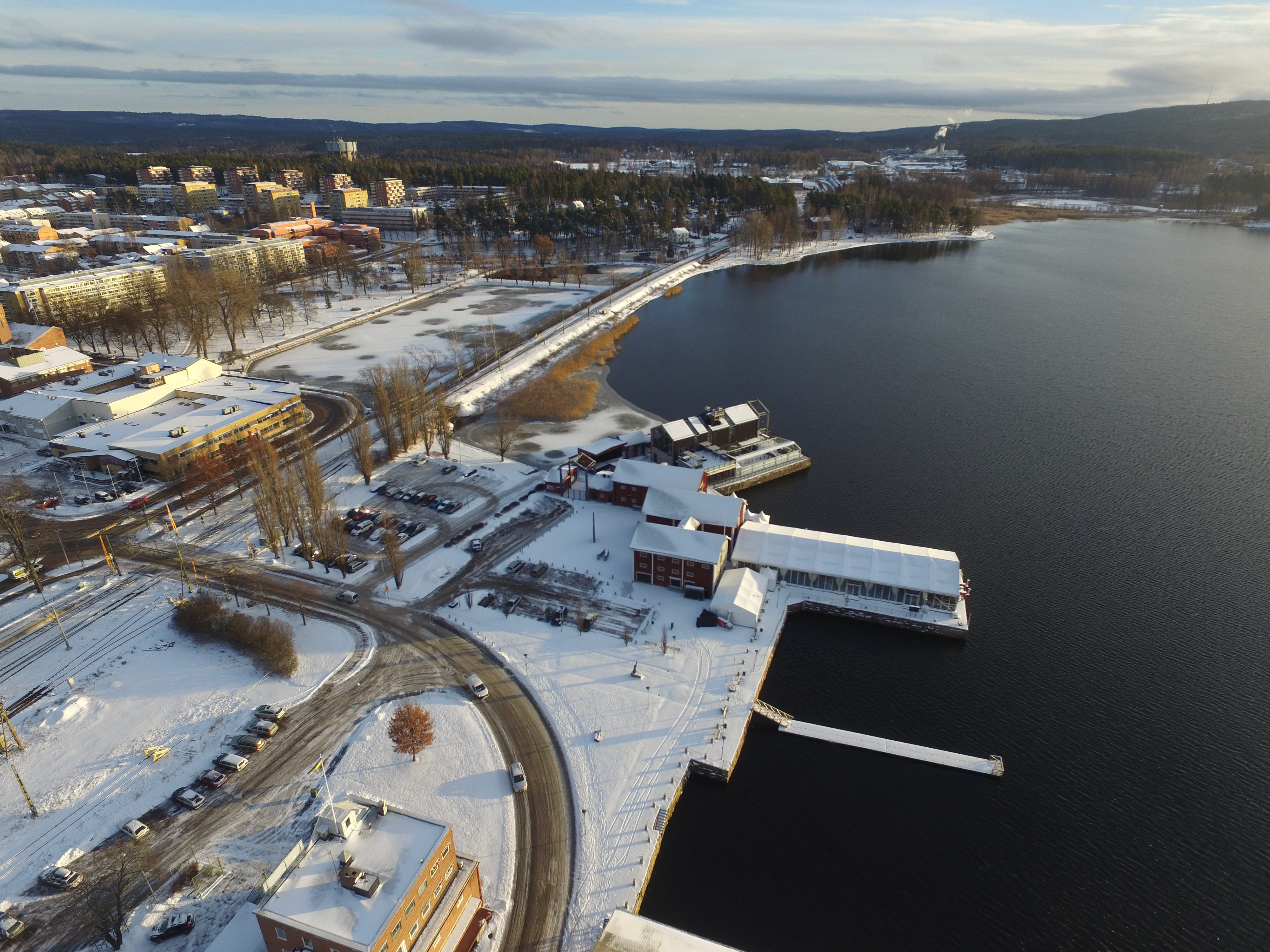
Arvika hamn vid Kyrkviken

Kyrkviken är en avskild vik av Glafsfjorden i Arvika kommun. 
Arvikas stadskärna och hamn är belägna vid norra sidan av Kyrkviken. Invid vattnet ligger bland annat Mikaelikyrkan. 
Kyrkviken avskärmas från övriga Glafsfjorden av två halvöar, Västra och Östra Sund. Vid Östra Sund ligger Ingesunds skolområde.

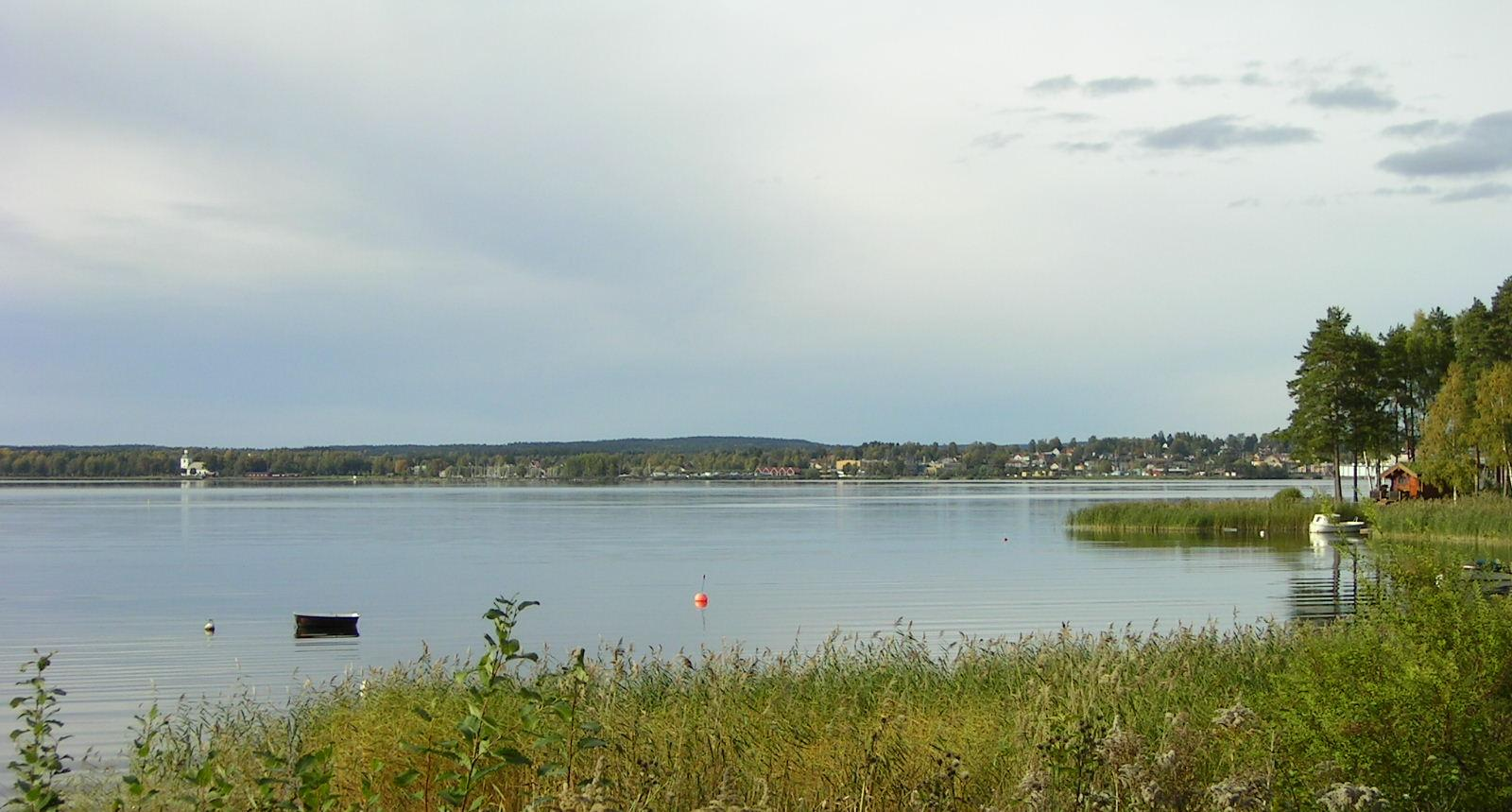
Kyrkviken sedd från Björknäs i sydöstra utkanten av Arvika. I bakgrunden syns bland annat Mikaelikyrkan.